# São Pedro (Santarém)
São Pedro era uma antiga freguesia de Santarém, situada na zona baixa da cidade, mais propriamente no bairro do Alfange. A paróquia, já existente no final do século XII, foi extinta nos finais do século XVII. Na sua igreja paroquial, estava instalada uma confraria que era administrada pelos pescadores do bairro. Actualmente, o território que pertencia a esta paróquia faz parte da de Marvila.